# Frank Hall Standish
Frank Hall Standish (1799 - 1840), escritor, viajero y coleccionista de arte español y británico.

## Biografía
En 1835 inició un viaje por las costas del Mediterráneo: España, Malta, Grecia y Turquía; tras este viaje publicó los dos tomos de The Shores of the Mediterranean (1837 y 1838). 
España, el primero de los países visitados, le pareció país incivilizado, supersticioso, fanático, arruinado, decadente, envidioso, cruel, etc., entre otros calificativos poco generosos; las únicas virtudes del país eran su clima benevolente, ideal para el enfermo de reumatismo y de gota —enfermedad que le aquejaba- sobre todo en ciudades como Cádiz y Málaga, y su riqueza artística, especialmente la de Sevilla, según el inglés sólo superada por Roma (I:10). Tras dos años de residencia en España a principios de la década de los treinta, su opinión de los españoles era radicalmente negativa, si nos atenemos a lo que también escribía en The Maid of Jaen, a Poem (1832).
A pesar de su antipatía por España, en febrero de 1836 Standish dejó Turquía y volvió para mejorar su colección de pintura nada más enterarse de la oportunidad que suponía la Desamortización de Mendizábal, ahora, eso sí, con una actitud más positiva hacia todo lo
hispano (inclusive las corridas de toros, que tanto le disgustaban antes), a la caza despiadada de obras de arte.
El rey Luis Felipe de Orleans fue el heredero personal de los libros y de los cuadros que con tanto celo fue coleccionando el magnante fallecido. El Testamento de Standish es una pequeña venganza, la pataleta de un hombre que no se conformaba con ser sólo un millonario, que quería alcanzar la gloria que dan las artes y las letras y el reconocimiento de los ingleses, que siempre le negaron. 
En el espíritu de todo magnate que coleccionaba arte solía haber un fuerte deseo de pasar a la posteridad. El rey Luis Felipe, con la Galería Española que estaba formando en París, le aseguraba esa gloria póstuma. Y no le defraudaría, pronto mandó abrir el Museo Standish con aquellos cuadros en un ala lateral del Museo del Louvre.

## Obras
- A journey to Brighton.Inglaterra?, s.n., 1815?
- Genealogical papers : concerning the family of Frank Standish. [182-]
- Letter from Frank Hall Standish to D. Laing. 1820.
- 25 letters from Frank Hall Standish to George Baker.(1815-1821)
- The life of Voltaire, with interesting particulars respecting his death, and anecdotes and characters of his contemporaries. London, Printed for J. Andrews, 1821.
- The maid of Jaen, a poem. Chorley: printed & sold by C. Robinson, 1832.
- Poems : the maid of Jaen; Timon; and the bride of Palencia. London, Black and Armstrong, 1833.
- Timon, a poem, in two cantos. Chorley, C. Robinson, 1833.
- The bride of Palencia, a poem. London, Whittaker, 1837.
- The shores of the Mediterranean. London, R. Lumley, 1837-38.
- Notices on the northern capitals of Europe. London, Black & Armstrong, 1838.
- Seville and its vicinity. London, Black and Armstrong, 1840.
- Frank Hall STANDISH, Catalogue des tableaux, dessins, et gravures de la collection Standish, légués au Roi par M. F. H. Standish. Paris, 1842.
- Catalogue des tableaux, dessins et gravures de la colleciton Standish, légués au roi. Paris : INHA, 2005.